# Liste der dänischen Abgeordneten zum EU-Parlament (2009–2014)
Die Liste der dänischen Abgeordneten zum EU-Parlament (2009–2014) listet alle dänischen Mitglieder des 7. Europäischen Parlaments nach der Europawahl in Dänemark 2009.

## Mandatsstärke der Parteien
- GUE/NGL: 1
- S&D: 4
- G/EFA: 2
- ALDE: 3
- EVP: 1
- EFD: 2

- GUE/NGL: 1
- S&D: 5
- G/EFA: 1
- ALDE: 3
- EVP: 1
- EKR: 1
- EFD: 1

| Nationale Partei                | Mandate              | Fraktion                                                                                  |
| ------------------------------- | -------------------- | ----------------------------------------------------------------------------------------- |
| Socialdemokraterne (A)          | 4                    | Fraktion der Progressiven Allianz der Sozialdemokraten im Europäischen Parlament (S&D)    |
| Socialdemokraterne (A)          | 5 (ab 20. Mär. 2013) | Fraktion der Progressiven Allianz der Sozialdemokraten im Europäischen Parlament (S&D)    |
| Venstre (V)                     | 3                    | Fraktion der Allianz der Liberalen und Demokraten für Europa (ALDE)                       |
| Socialistisk Folkeparti (F)     | 2                    | Die Grünen/Europäische Freie Allianz (G/EFA)                                              |
| Socialistisk Folkeparti (F)     | 1 (ab 20. Mär. 2013) | Die Grünen/Europäische Freie Allianz (G/EFA)                                              |
| Dansk Folkeparti (O)            | 2                    | Europa der Freiheit und der Demokratie (EFD)                                              |
| Dansk Folkeparti (O)            | 1 (ab 9. Mär. 2011)  | Europa der Freiheit und der Demokratie (EFD)                                              |
| Fokus                           | 1 (ab 5. Sep. 2013)  | Europäische Konservative und Reformer (EKR)                                               |
| Det Konservative Folkeparti (C) | 1                    | Fraktion der Europäischen Volkspartei (EVP)                                               |
| Folkebevægelsen mod EU (N)      | 1                    | Konföderale Fraktion der Vereinten Europäischen Linken/Nordischen Grünen Linken (GUE/NGL) |
| Gesamt                          | 13                   |                                                                                           |

## Abgeordnete
| Bild | MEP                  | geb. | von           | bis           | Partei       | Fraktion | Anmerkungen                                                                          |
| ---- | -------------------- | ---- | ------------- | ------------- | ------------ | -------- | ------------------------------------------------------------------------------------ |
|      | Margrete Auken       | 1945 | 14. Juli 2009 | 30. Juni 2014 | F            | G/EFA    |                                                                                      |
|      | Bendt Bendtsen       | 1954 | 14. Juli 2009 | 30. Juni 2014 | C            | EVP      |                                                                                      |
|      | Ole Christensen      | 1955 | 14. Juli 2009 | 30. Juni 2014 | A            | S&D      |                                                                                      |
|      | Anne Elisabet Jensen | 1951 | 14. Juli 2009 | 30. Juni 2014 | V            | ALDE     |                                                                                      |
|      | Dan Jørgensen        | 1975 | 14. Juli 2009 | 11. Dez. 2012 | A            | S&D      | Nachrücker: Claus Larsen-Jensen                                                      |
|      | Rina Ronja Kari      | 1985 | 6. Feb. 2014  | 30. Juni 2014 | N            | GUE/NGL  | Nachgerückt für Søren Søndergaard                                                    |
|      | Claus Larsen-Jensen  | 1953 | 12. Dez. 2012 | 30. Juni 2014 | A            | S&D      | Nachgerückt für Dan Jørgensen                                                        |
|      | Morten Løkkegaard    | 1964 | 14. Juli 2009 | 30. Juni 2014 | V            | ALDE     |                                                                                      |
|      | Morten Messerschmidt | 1980 | 14. Juli 2009 | 30. Juni 2014 | O            | EFD      |                                                                                      |
|      | Jens Rohde           | 1970 | 14. Juli 2009 | 30. Juni 2014 | V            | ALDE     |                                                                                      |
|      | Anna Rosbach         | 1947 | 14. Juli 2009 | 30. Juni 2014 | OUnabh.Fokus | EFDEKR   | Parteiaustritt/Fraktionswechsel am 9. März 2011, Parteibeitritt am 5. September 2013 |
|      | Christel Schaldemose | 1967 | 14. Juli 2009 | 30. Juni 2014 | A            | S&D      |                                                                                      |
|      | Søren Søndergaard    | 1955 | 14. Juli 2009 | 5. Feb. 2014  | N            | GUE/NGL  | Nachrückerin: Rina Ronja Kari                                                        |
|      | Britta Thomsen       | 1954 | 14. Juli 2009 | 30. Juni 2014 | A            | S&D      |                                                                                      |
|      | Emilie Turunen       | 1984 | 14. Juli 2009 | 30. Juni 2014 | F            | G/EFAS&D | Fraktionswechsel am 20. März 2013                                                    |